# Oreocnide pedunculata
Tầm ma Đài Loan (danh pháp hai phần: Oreocnide pedunculata) là loài thực vật có hoa trong họ Tầm ma. Loài này được (Shirai) Masam. mô tả khoa học đầu tiên năm 1929.

## Mô tả
Cây bụi thường xanh cao dưới 10 mét, đường kính thân 10-15 cm, vỏ cây màu nâu sẫm, cành và lá non có lông mịn. Lá mọc xen kẽ, phiến lá hình trứng hoặc hình lưỡi mác (dài 5-12 cm, rộng 1.5-4 cm), mép lá có răng cưa cùn và bề mặt lá tương đối nhám. Cuống lá dài 1-3 cm, thường có màu đỏ. Hoa thường nở vào tháng 2 đến tháng 4.

## Phân bố
Cây được tìm thấy chủ yếu ở Đài Loan và đảo Honshu ở Nhật Bản.